# Kåre Mølbak
Kåre Mølbak (født 24. september 1955 i Førslev Sogn, Næstved) er en dansk epidemiolog, der er professor ved Københavns Universitet og tidligere faglig direktør for infektionsberedskabet på Statens Serum Institut.

## Baggrund
Han blev uddannet som læge fra Københavns Universitet i 1985 og dr.med. i 2000 med afhandlingen The Epidemiology of Diarrhoeal Diseases in Early Childhood. A review of community studies in Guinea-Bissau.
Efter grunduddannelsen i kliniske infektionssygdomme havde Mølbak forskningsstillinger i forbindelse med Bandim Health Project i Guinea-Bissau og ved flere afdelinger på Statens Serum Institut. Hans internationale erfaring omfatter desuden arbejde i Liberia, Vietnam, Indien og Ghana.
Mølbaks forskningsinteresser ligger inden for infektionsepidemiologi og folkesundhed, herunder overvågningsmetoder, betydning af resistens for folkesundheden, zoonoser, fødevarebårne sygdomme samt vaccinologi.
Han har udgivet over 300 artikler i fagfællebedømte tidsskrifter, primært om epidemiologien i overførbare sygdomme, været taler på en række internationale konferencer, arrangør af internationale workshops og koordinator af store WHO- og EU-finansierede forskningsprogrammer, herunder DG-RESEARCH-finansierede projekter, og er medlem af advisory forum for Det Europæiske Center for Forebyggelse af og Kontrol med Sygdomme.
Siden 2017 har Mølbak arbejdet som faglig direktør for infektionsberedskabet på Statens Serum Institut.
Han er projektleder for EuroMOMO-netværket.
I 2020 blev han valgt som en af syv eksperter, der skulle rådgive Europa-kommissionen i forbindelse med coronaviruspandemien i 2019-2020.
I januar 2023 blev han ridder af Dannebrog.